# Fäktning vid olympiska sommarspelen 1984
Vid olympiska sommarspelen 1984 i Los Angeles avgjordes åtta grenar i fäktning, sex för män och två för kvinnor, och tävlingarna hölls mellan 1 och 11 augusti 1984 i Long Beach Convention Center. Antalet deltagare var 262 tävlande från 38 länder.

## Medaljfördelning
| Medaljfördelning |              |      |        |       |        |
| Placering        | Nation       | Guld | Silver | Brons | Totalt |
| 1                | Italien      | 3    | 1      | 3     | 7      |
| 2                | Västtyskland | 2    | 3      | 0     | 5      |
| 3                | Frankrike    | 2    | 2      | 3     | 7      |
| 4                | Kina         | 1    | 0      | 0     | 1      |
| 5                | Rumänien     | 0    | 1      | 1     | 2      |
| 6                | Sverige      | 0    | 1      | 0     | 1      |
| 7                | USA          | 0    | 0      | 1     | 1      |

## Medaljörer

### Herrar
| Gren                              | Guld                                                                                            | Silver                                                                                             | Brons                                                                                |
| Värja, individuellt Detaljer...   | Philippe Boisse (FRA)                                                                           | Björne Väggö (SWE)                                                                                 | Philippe Riboud (FRA)                                                                |
| Värja, lag Detaljer...            | Västtyskland Elmar Borrmann Volker Fischer Gerhard Heer Rafael Nickel Alexander Pusch           | Frankrike Philippe Boisse Jean-Michel Henry Olivier Lenglet Philippe Riboud Michel Salesse         | Italien Stefano Bellone Sandro Cuomo Cosimo Ferro Roberto Manzi Angelo Mazzoni       |
| Florett, individuellt Detaljer... | Mauro Numa (ITA)                                                                                | Matthias Behr (FRG)                                                                                | Stefano Cerioni (ITA)                                                                |
| Florett, lag Detaljer...          | Italien Mauro Numa Andrea Borella Stefano Cerioni Angelo Scuri Andrea Cipressa                  | Västtyskland Matthias Behr Matthias Gey Harald Hein Frank Beck Klaus Reichert                      | Frankrike Philippe Omnes Patrick Groc Frederic Pietruszka Pascal Jolyot Marc Cerboni |
| Sabel, individuellt Detaljer...   | Jean-François Lamour (FRA)                                                                      | Marco Marin (ITA)                                                                                  | Peter Westbrook (USA)                                                                |
| Sabel, lag Detaljer...            | Italien Marco Marin Gianfranco Dalla Barba Giovanni Scalzo Ferdinando Meglio Angelo Arcidiacono | Frankrike Jean-François Lamour Pierre Guichot Hervé Granger-Veyron Philippe Delrieu Franck Ducheix | Rumänien Marin Mustață Ioan Pop Alexandru Chiculiță Corneliu Marin Vilmos Szabo      |

### Damer
| Gren                              | Guld                                                                                                 | Silver                                                                                             | Brons |
| Florett, individuellt Detaljer... | Luan Jujie (CHN)                                                                                     | Cornelia Hanisch (FRG)                                                                             | Dorina Vaccaroni (ITA)                                                                                       |
| Florett, lag Detaljer...          | Västtyskland Ute Kircheis-Wessel Christiane Weber Cornelia Hanisch Sabine Bischoff Zita Funkenhauser | Rumänien Aurora Dan Monika Weber-Koszto Rozalia Oros Marcela Moldovan-Zsak Elisabeta Guzganu-Tufan | Frankrike Laurence Modaine Pascale Trinquet-Hachin Brigitte Latrille-Gaudin Veronique Brouquier Anne Meygret |

## Deltagande nationer
Totalt deltog 262 fäktare (202 män och 60 kvinnor) från 38 länder vid de olympiska spelen 1984 i Los Angeles.
| | | | |
| - Amerikanska Jungfruöarna (4) - Argentina (10) - Australien (3) - Belgien (4) - Bolivia (1) - Egypten (6) - Frankrike (20) - Grekland (1) - Haiti (2) - Hongkong (5) | - Israel (4) - Italien (20) - Japan (9) - Jordanien (1) - Kanada (15) - Kina (18) - Kinesiska Taipei (2) - Kuwait (9) - Libanon (4) - Mexiko (1) | - Monaco (1) - Norge (6) - Nya Zeeland (2) - Panama (1) - Portugal (1) - Puerto Rico (2) - Rumänien (11) - Saudiarabien (7) - Schweiz (5) | - Spanien (2) - Storbritannien (20) - Sverige (6) - Sydkorea (7) - Turkiet (2) - USA (20) - Venezuela (2) - Västtyskland (20) - Österrike (8) |